# Lumina pe coline
Lumina pe coline (în germană Das Licht auf dem Galgen) este un film german, realizat de regizorul Helmut Nitzschke⁠(d) în 1976  purtând marca DEFA. Este o ecranizare a povestirii cu același titlu⁠(d) a Annei Seghers.

## Rezumat
În 1793, trei francezi, Debuisson, Sasportas și Galloudec, au fost trimiși pe insula Jamaica, guvernată de englezi. Ei ar trebui să declanșeze o revoltă în rândul sclavilor englezi în numele guvernului francez. Cei trei ajung în Jamaica în 1799, iar Debuisson este primit pe insulă cu brațele deschise. A crescut aici, bunicul său conducea o fabrică de rom, care, după dorința actualului administrator Bering, urmează să fie transmisă acum nepotului său.
Debuisson, Sasportas și Galloudec încep să facă primele contacte cu oamenii de culoare. Îl pot determina pe fierarul Bedford să acționeze ca intermediar între ei și Cuffee, liderul micului grup de insurgenți. În timp ce Sasportas devine din ce în ce mai angajat să planifice revolta sclavilor negri, Debuisson se trezește curând să preia rolul de moștenitor al fabricii de rom.
Când Napoléon Bonaparte a pus capăt Revoluției din Franța, a vrut să fie amânată revolta neagră și, de asemenea, a vrut să prevină o întâlnire între Sasportas și Bedford la care urmau să fie discutați următorii pași. Sasportas refuză însă să-l urmărească pe Debuisson. Puțin mai târziu, Bedford ucide un supraveghetor și dă foc la o fermă vecină, care se răspândește curând și este greu de învins. După o lungă evadare, timp în care este susținut de Galloudec și Cuffee, printre alții, Bedford este capturat. Sasportas dispare. Când anchetatorii britanici au apărut la casa lui Debuisson câteva zile mai târziu, acesta le-a dezvăluit anchetatorilor Sasportas. Apare Sasportas, refuză să dea numele complicilor săi și este executat la scurt timp mai târziu. Galloudec și Cuffee reușesc să evadeze în Haiti , unde negrii au proclamat deja o republică.

## Distribuție
- Alexander Lang : Sasportas
- Amza Pellea : Debuisson
- Jürgen Holtz : Galloudec
- Erwin Geschonneck : Bering
- Szymon Szurmiej : Stefford
- Heidemarie Wenzel : Elisabeth
- Rafael Sosa : Douglas
- Gloria Herrera : Ann
- Käthe Reichel : Mătușă
- Tito Junco : Bedford
- Samuel Claxton : Cocroft
- Julio Hernandez : Cuffee
- Milan Beli : Bloomfield
- Herbert Köfer : Myrtle
- Beauty Milton : Kate
- Axel Triebel : vărul James
- Volkmar Kleinert : Galdy
- Rolf Hoppe : Pastor Clark
- Mario Turra : Supraveghetorul Glavish
- Willi Neuenhahn : Unchiul
- A. Llaurado: Swaby
- Klaus Bamberg : Raleygh
- I. Pedroso: Sclav de câmp întunecat[necesită citare]
- A. Ndindah: Antrenor la Berings
- Horst Friedrich : Biedermeier
- Werner Riemann : sergent englez
- T. Mathebula: Cook Lucy
- J. Barro: cântăreț
- Walter Bechstein : scriitor secret[necesită citare]
- I. Hassan: Cocher remarcabil[necesită citare]
- Mohama Mwaungulu : Grădinar
- Katharina Rothärmel : Nepoată
- Elvira Grecki : nepoată
- Anna-Katharina Franck : nepoată
- L. Romero: Sclav negru
- J. Perez: Sclav negru
- D. Collaco: ferma Collings de sclavi negri[necesită citare]
- U. Schmitt: Fiul lui Sir Svettenham
- Horst Giese : croitor
- Giso Weissbach : Vărul
- Bodo Schmidt : Soldat cu mustaciu[necesită citare]
- Hannes Stelzer : Soldat care țipă
- Thomas Neumann : Văr
- F. Auer: Băiat alb bolnav

## Premieră
The Light on the Gallows a fost filmat în Cuba și Bulgaria în 1975 . [ 1 ] Filmul a avut premiera pe 13 mai 1976 în Berlin Kosmos. Deși Anna Seghers, care a scris povestea, pe care se bazează filmul, a fost mulțumită de adaptarea filmului, a fost un eșec. După premieră, s-au făcut modificări la film, dar The Light on the Gallows a fost eliminată din program după scurt timp. Filmul a fost difuzat la televizor pentru prima dată pe 27 noiembrie 1977 pe DFF 2 și a fost lansat pe DVD în octombrie 2006.